# Burn (Energydrink)

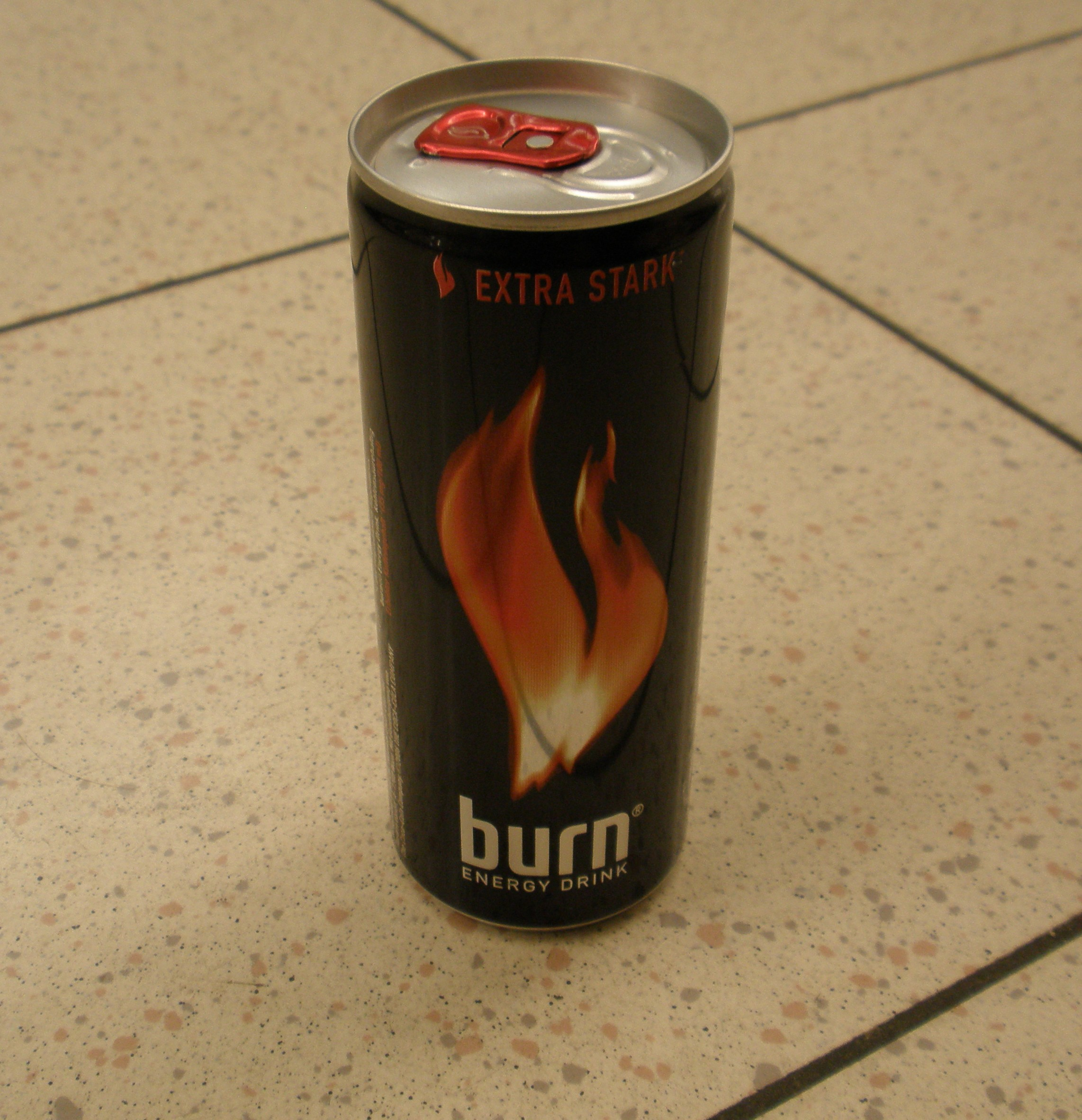
burn Energydrink

burn ist ein Energydrink des Getränkeherstellers „The Coca-Cola Company“. Der Vertrieb findet seit 2002 in Europa und Japan statt. Der Energydrink zeichnet sich vor allem durch seine rote Farbe Allurarot AC und seinen relativ hohen Zucker- und Tauringehalt aus. Als Konservierungsstoffe enthält er Kaliumsorbat und Natriumbenzoat. Ein weiterer Inhaltsstoff ist Glucuronolacton. Die Abfüllmenge beträgt 0,25 Liter. Das Design der Dose sind zwei Flammen auf schwarzem Hintergrund, unter denen der Schriftzug burn abgebildet ist. Seit dem 10. August 2009 wird burn in Österreich auch in einer wiederverschließbaren Aluminium-Dose mit 485 ml Inhalt verkauft.
Nach der Markteinführung 2002 in Deutschland listeten viele Händler Getränkedosen aufgrund der Einführung des Einwegpfandes wieder aus, darunter auch burn. Anfangs noch im Handel in der Mehrwegflasche erhältlich, war burn später nur noch in der Gastronomie zu finden, bis die Produktion aufgrund des mäßigen Absatzes eingestellt wurde. Im Jahr 2009 meldete sich Coca-Cola im deutschen Energy-Drink-Markt zurück, jedoch mit der neuen Marke Relentless. Seit 2016 ist der Energydrink wieder erhältlich.
Seit der Formel-1-Saison 2013 ist burn Sponsor des Lotus F1 Teams.

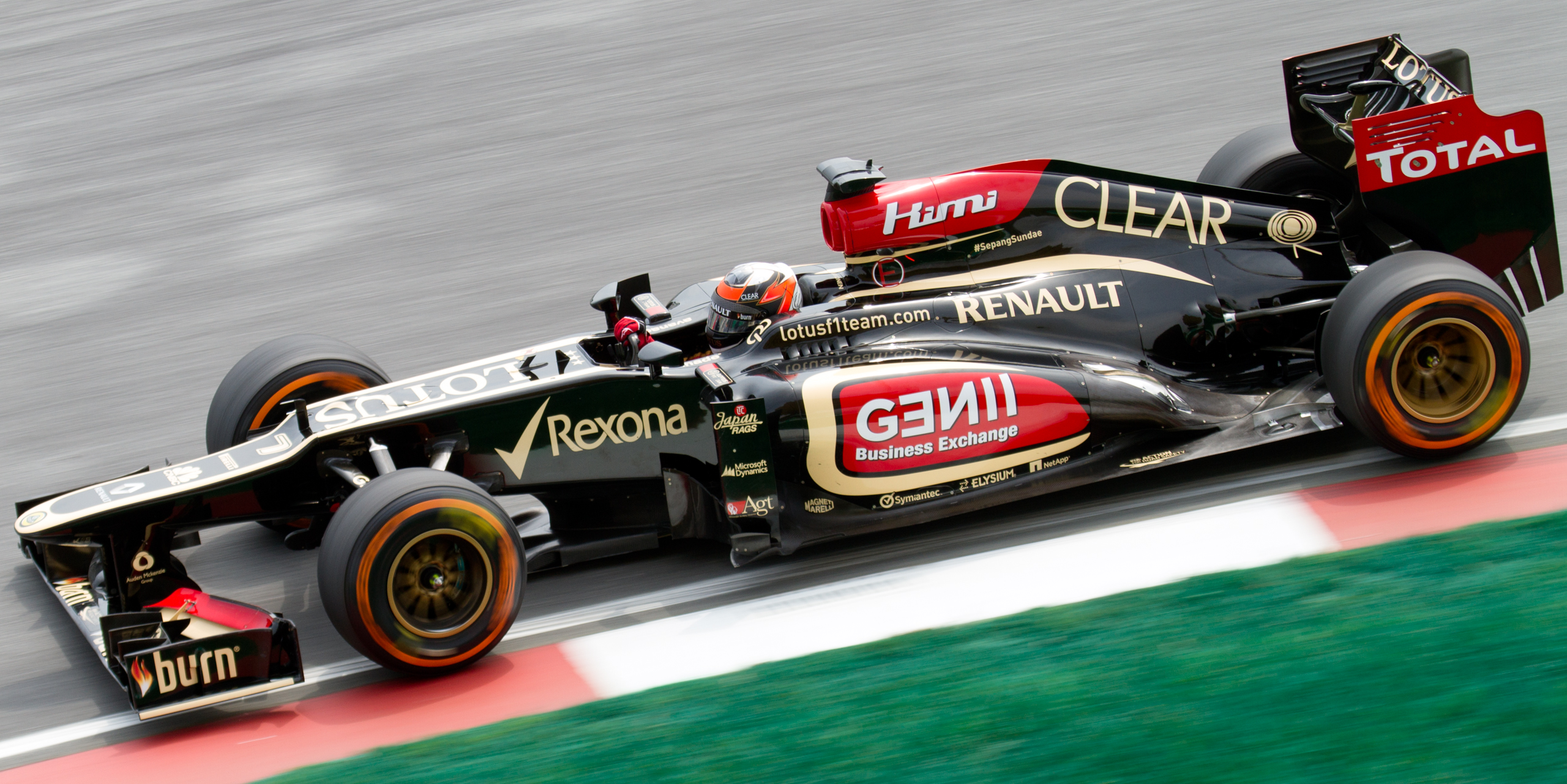
burn-Logo am Frontflügel des Lotus E21

## burn Energy Shot

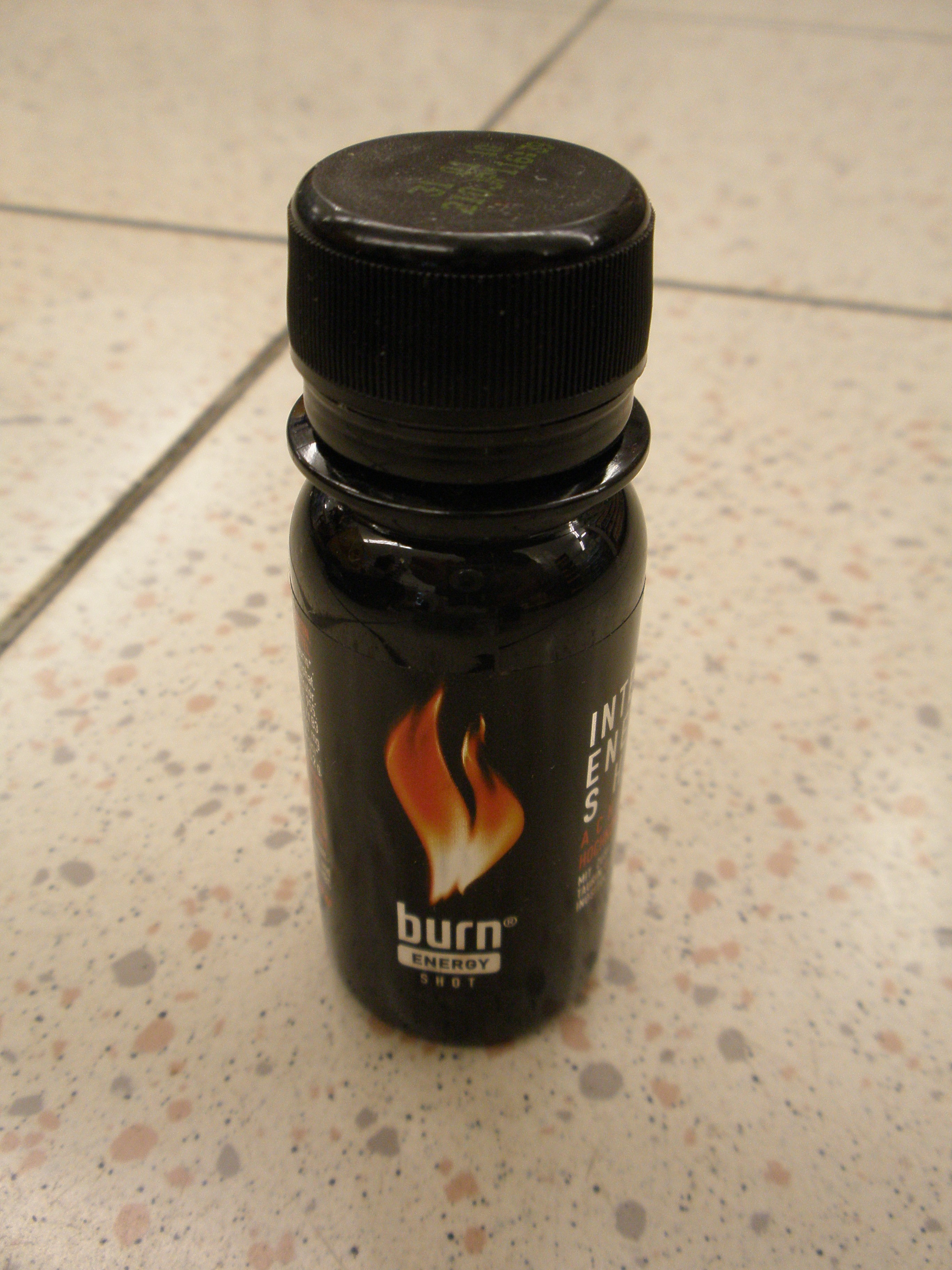
burn Energy Shots

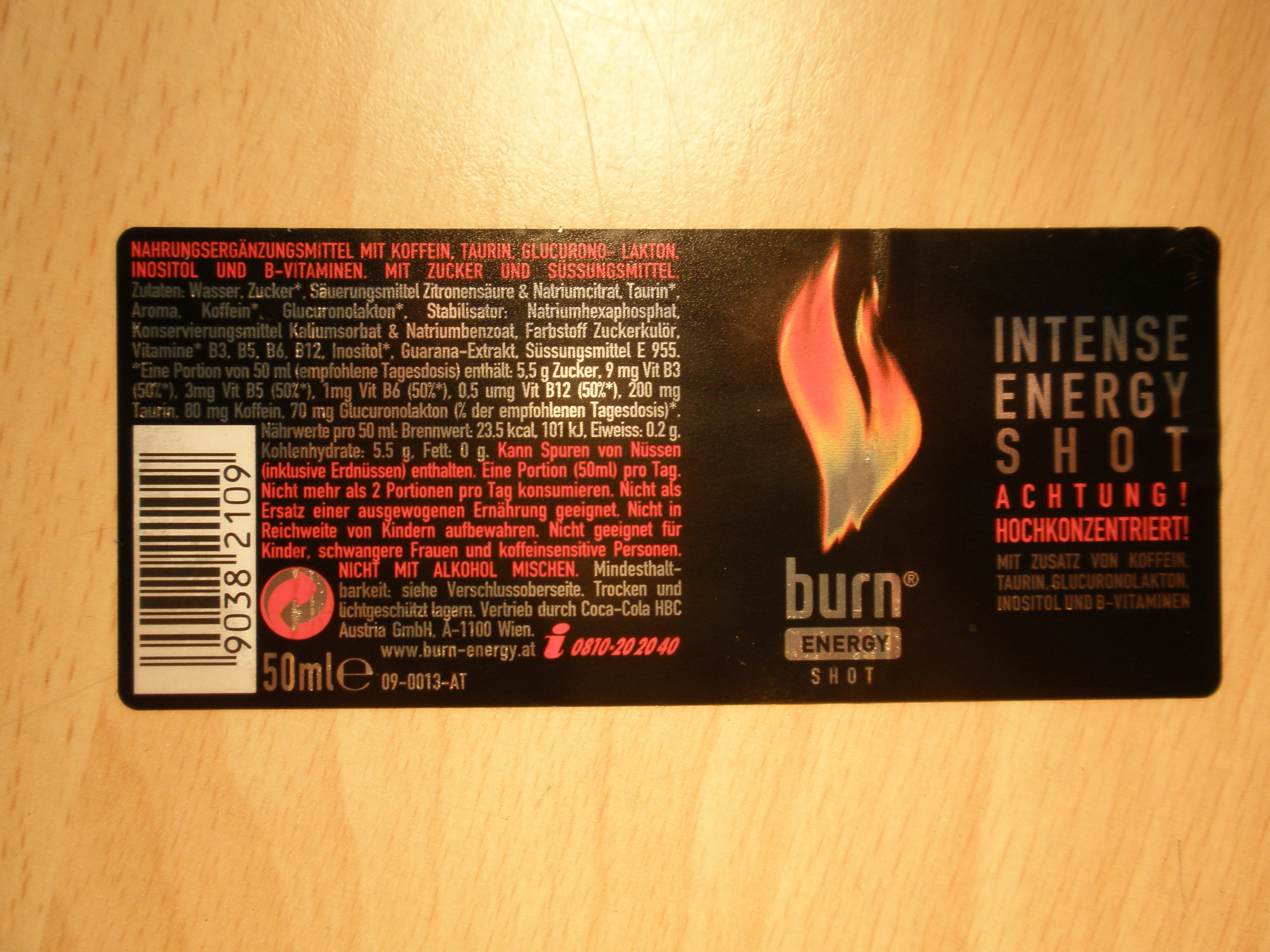
burn Energy Shots Label

Seit dem 31. August 2009 gibt es in Österreich hochkonzentrierte burn shots in 50 ml PET-Flaschen zu kaufen. Diese enthalten 80 mg Koffein, 4- bis 5-mal so viel wie in einer vergleichbaren Menge anderer handelsüblicher Energy-Drinks. Die Inhaltsstoffe von burn Energy Shots sind: Wasser, Zucker, Säuerungsmittel Zitronensäure & Natriumcitrat, Taurin, Aroma, Koffein, Glucuronolakton, Stabilisator: Natriumhexaphosphat, Konservierungsmittel Kaliumsorbat & Natriumbenzoat, Farbstoff Zuckerkulör, Vitamine B3, B5, B6, B12, Inositol, Guaraná-Extrakt, Süßungsmittel E955.

### Nährwertangaben und Inhaltsstoffe
jeweils bezogen auf 100 g:
- Brennwert 263 kJ (= 62 kcal)
- Eiweiß 0,4 g
- Kohlenhydrate 14,5 g
- Fett 0 g
- 14,5 g Zucker
- 5,8 mg Vitamin B3
- 1,1 mg Vitamin B5
- 0,6 mg Vitamin B6
- 0,028 µg Vitamin B12
- 400 mg Taurin
- 32 mg Koffein
- 140 mg Glucuronolacton

### Sicherheitshinweise
Laut Information der Österreichischen Agentur für Gesundheit und Ernährungssicherheit (AGES) handelt es sich bei den sogenannten Energy shots nicht um Energydrinks im herkömmlichen Sinne, sondern um Nahrungsergänzungsmittel. Auf den Labels der burn Energy Shots ist in Österreich folgender Sicherheitshinweis abgedruckt, der aufgrund der Nahrungsergänzungsmittelverordnung verpflichtend ist:

„Eine Portion (50ml) pro Tag. Nicht mehr als 2 Portionen pro Tag konsumieren.

Nicht als Ersatz einer ausgewogenen Ernährung geeignet.

Nicht in Reichweite von Kindern aufbewahren.

Nicht geeignet für Kinder, schwangere Frauen und koffeinsensitive Personen.“

Dem üblichen Verständnis nach zu urteilen fällt z. B. auch eine stillende Mutter in die Gruppe der koffeinsensitiven Personen.

## Hintergrund
- burn wird in 28 europäischen Staaten verkauft, weltweit in 50 Staaten.[5] In den USA wird burn nicht verkauft, auch in Deutschland wurde burn im Jahr 2009 eingestellt und durch den Energydrink Relentless ersetzt.
- Eine andere Version von burn ist burn day, die sich im Geschmack vom Original unterscheidet.
- Nachdem die Coca-Cola GmbH burn in Deutschland und der Schweiz verkaufte, brachte die Red Bull GmbH die Red Bull Cola auf den Markt, wodurch die beiden Konzerne erstmals ähnliche Produkte vertrieben.[6]